# Bayerovo označení
Bayerovo označení je označení hvězd písmenem řecké abecedy a genitivem nebo zkratkou latinského názvu souhvězdí.
Bayer označení zavedl ve svém atlase hvězd Uranometria z roku 1603. V tomto katalogu hvězdy v každém souhvězdí nejprve zařadil do tříd podle zdánlivé velikosti a v každé třídě pak postupoval již bez ohledu na zdánlivou velikost, často ve směru od hlavy k patě nebo ocasu.

## Příklady
- α CMa – Sirius – nejjasnější hvězda v souhvězdí Velkého psa (Canis Major) a také nejjasnější hvězda na obloze
- β Per – Algol – velmi jasná hvězda v souhvězdí Persea (Perseus)
- α2 Cen – Alfa Centauri B – jasná hvězda v souhvězdí Kentaura (Centaurus), druhá hvězda dvojhvězdy

## Označování dalších hvězd
Pro slabší hvězdy, které v Bayerově katalogu uvedeny nebyly, je používáno Flamsteedovo označení arabskými čísly.